# Le Mans Series 2024
Le Mans Series 2024 är den tjugoförsta säsongen av den europeiska långdistansserien för sportvagnar och GT-bilar, Le Mans Series. Säsongen omfattar sex deltävlingar.

## Tävlingskalender
| Datum             | Tävling             | Segrare LMP2 - Team                            | Segrare LMP2 Pro/Am - Team                         | Segrare LMP3 - Team                            | Segrare LMGT3 - Team                               |
| Datum             | Tävling             | Segrare LMP2 - Förare                          | Segrare LMP2 Pro/Am - Förare                       | Segrare LMP3 - Förare                          | Segrare LMGT3- Förare                              |
| ----------------- | ------------------- | ---------------------------------------------- | -------------------------------------------------- | ---------------------------------------------- | -------------------------------------------------- |
| 14 april 2024     | Barcelona 4-timmars | COOL Racing                                    | AF Corse                                           | Team Virage                                    | Formula Racing                                     |
| 14 april 2024     | Barcelona 4-timmars | Lorenzo Fluxá Malthe Jakobsen Ritomo Miyata    | François Perrodo Alessio Rovera Matthieu Vaxivière | Julien Gerbi Gillian Henrion Bernardo Pinheiro | Conrad Laursen Johnny Laursen Nicklas Nielsen      |
| 5 maj 2024        | Castellet 4-timmars | Inter Europol Competition                      | Richard Mille by TDS                               | RLR MSport                                     | Spirit of Race                                     |
| 5 maj 2024        | Castellet 4-timmars | Sebastián Álvarez Tom Dillmann Vladislav Lomko | Mathias Beche Rodrigo Sales Grégoire Saucy         | Nick Adcock Michael Jensen Gaël Julien         | Duncan Cameron Matt Griffin David Perel            |
| 7 juli 2024       | Imola 4-timmars     | Panis Racing                                   | Algarve Pro Racing                                 | EuroInternational                              | Iron Dames                                         |
| 7 juli 2024       | Imola 4-timmars     | Arthur Leclerc Manuel Maldonado Charles Milesi | Richard Bradley Kriton Lendoudis Alex Quinn        | Adam Ali Matthew Richard Bell                  | Sarah Bovy Rahel Frey Michelle Gatting             |
| 25 augusti 2024   | Spa 4-timmars       | AO by TF                                       | AF Corse                                           | Eurointernational                              | Kessel Racing                                      |
| 25 augusti 2024   | Spa 4-timmars       | Louis Delétraz Jonny Edgar Robert Kubica       | François Perrodo Alessio Rovera Matthieu Vaxivière | Adam Ali Matthew Richard Bell                  | Takeshi Kimura Esteban Masson Daniel Serra         |
| 29 september 2024 | Mugello 4-timmars   | Iron Lynx - Proton                             | Richard Mille by TDS                               | Team Virage                                    | Kessel Racing                                      |
| 29 september 2024 | Mugello 4-timmars   | Matteo Cairoli Macéo Capietto Jonas Ried       | Mathias Beche Rodrigo Sales Grégoire Saucy         | Julien Gerbi Gillian Henrion Bernardo Pinheiro | Takeshi Kimura Esteban Masson Daniel Serra         |
| 19 oktober 2024   | Portimao 4-timmars  | COOL Racing                                    | Proton Competition                                 | COOL Racing                                    | Iron Lynx                                          |
| 19 oktober 2024   | Portimao 4-timmars  | Lorenzo Fluxá Malthe Jakobsen Ritomo Miyata    | René Binder Giorgio Roda Bent Viscaal              | Miguel Cristóvão Manuel Espírito Santo         | Andrea Caldarelli Hiroshi Hamaguchi Axcil Jeffries |

## Slutställning
| Klass       | Förare                                              | Team       |
| ----------- | --------------------------------------------------- | ---------- |
| LMP2        | Louis Delétraz Jonny Edgar Robert Kubica            | AO by TF   |
| LMP2 Pro/Am | François Perrodo Alessio Rovera Matthieu Vaxivière  | AF Corse   |
| LMP3        | Nick Adcock Michael Jensen Gaël Julien              | RLR MSport |
| LMGT3       | Andrea Caldarelli Hiroshi Hamaguchi Axcil Jefferies | Iron Lynx  |